# Cosmarium novaesemliae
Cosmarium novaesemliae  là một loài Song tinh tảo trong họ Desmidiaceae, thuộc chi Cosmarium.